# Franco Nuovo
Franco Nuovo né le 11 septembre 1953 à Montréal est un chroniqueur, un journaliste, un blogueur, un animateur de télévision et un animateur de radio québécois. Journaliste au Journal de Montréal de 1977 à 2008, il a participé à plusieurs émissions radiophoniques, notamment à la Première Chaîne de Radio-Canada et à CKAC, et télévisuelles, sur les chaînes TVA, TQS et à ICI Radio-Canada Télé.

## Biographie
Franco Nuovo est né en 1953 à Montréal d'un père et d'une mère italiens.
Il étudie au Collège Stanislas de Montréal et passe son baccalauréat français. Il poursuit des études en sociologie à l'Université de Montréal et décroche un baccalauréat. Il entame une maîtrise en relations industrielles, qu'il ne terminera pas.
À partir de 1974, il travaille dans le monde du spectacle chez KebecSpec, une maison de production de spectacle, propriété de Guy Latraverse.
Après quelques années à titre de pigiste, il entre au Journal de Montréal en 1977 où il est chroniqueur de cinéma pendant une quinzaine d'années, et columnist pendant 16 ans. Lors de cette même période, il apparaît dans plusieurs émissions de radio et de télévision québécoise. Il collabore également au magazine Québec Rock de 1980 à 1986. 
À partir de 1992, on peut l'entendre régulièrement à la radio de Radio-Canada à titre de chroniqueur ainsi qu'à titre de remplaçant régulier de l'animateur René Homier-Roy à l'émission montréalaise du matin C'est bien meilleur le matin.
À l'automne 2004, on lui confie l'animation de l'émission radiophonique Je l'ai vu à la radio, diffusée devant public à la Première Chaîne de la Société Radio-Canada jusqu'en 2011.
Sa pratique du blogue se limite à 65 billets publiés en 2009 dans un blogue personnel.
En 2010 et 2011, il collabore au magazine Six dans la cité à la télévision de Radio-Canada.
En septembre 2011, il prend la barre de l'émission Dessine-moi un dimanche sur la Première Chaîne de la radio de Radio-Canada.
Il est périodiquement invité d'honneur à l'émission humoristique La soirée est (encore) jeune.
Il collabore à l'émission Penelope dans le cadre de la bande des quatre.
Il a pris la succession de Joël Le Bigot les samedis et anime désormais les samedis et dimanches une émission qui porte le titre de Dessine-moi un matin sur les ondes de Ici Première de Radio-Canada.